# Somethin' Stupid
Somethin' Stupid est une chanson écrite par C. Carson Parks, qui fut enregistrée pour la première fois en 1966 par « Carson et Gaile » (Parks et sa femme Gaile Foote). La version la plus connue est celle qui fut interprétée en 1967 par Frank Sinatra et sa fille, Nancy Sinatra, sur l'album The World We Knew. La chanson fut classée numéro 1 aux États-Unis et valut à Sinatra son premier single d'or.

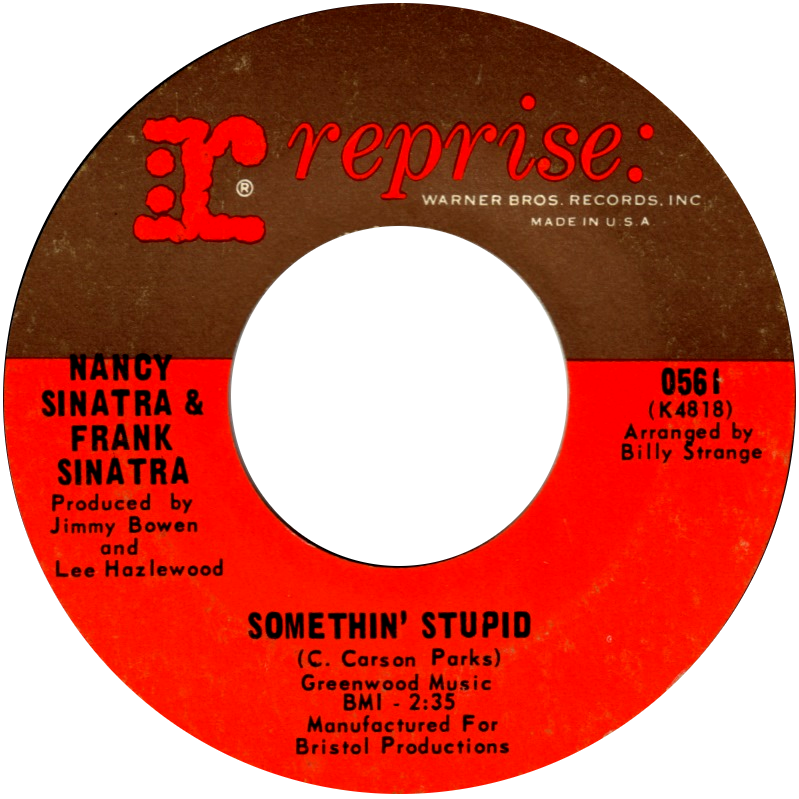
Disque de gramophone américain

La même année, Tammy Wynette interpréta sa version (avec David Houston) sur son premier album, My Elusive Dreams.
Toujours en 1966, au Québec, Michel Louvain et Dominique Michel la reprennent sous le titre «Je t'aime».
Toujours en 1967, Sacha Distel interpréta sa version française de la chanson, Ces mots stupides, en duo avec Joanna Shimkus.
Par la suite, Jean Poiret en interpréta une version française plus satirique : Je m'aime.
Plus récemment, elle fut reprise en 2001 par Robbie Williams, sur son album Swing When You're Winning, en duo avec Nicole Kidman.
Le duo Wess & Dori Ghezzi, en interpréta une version italienne sous le titre Qualche stupido "ti amo".
Elle a été interprétée en 2005 sur son album Je vais changer par Albin de la Simone en duo avec Jeanne Cherhal.
Encore plus récemment, elle fut reprise en français en 2009 par Marie-Ève Janvier et Jean-François Breau, sur leur album Donner pour Donner.
En 2013, elle est à nouveau reprise par Michael Bublé, en duo avec Reese Witherspoon sur son album To be loved.
En 2022, un duo des chanteurs sud-africains Ike Moriz et Monique Hellenberg est sorti en single le 11 janvier.

## Paternité contestée
La paternité de cette chanson a été revendiquée par un musicien malgache réputé nommé Barijaona, sous le titre de He tomarataratra ou Avia Hilalao ("Viens ici"), créé en 1958. Selon les versions de l'affaire, celui-ci aurait obtenu ou refusé une compensation financière de la part du producteur de Frank Sinatra.